# Арбитражное судопроизводство
Арбитра́жное судопроизво́дство, арбитра́жный проце́сс — урегулированная арбитражно-процессуальным законодательством, деятельность суда, лиц, участвующих в деле, и других участников судебного производства, направленная на защиту оспариваемого или нарушенного права организаций и граждан-предпринимателей. Арбитражному суду подведомственны дела по экономическим спорам и другие дела, связанные с осуществлением предпринимательской и иной экономической деятельности. Термин «арбитражное судопроизводство» был официально включен в Конституцию Российской Федерации в 2020 году. 

## Задачи арбитражного судопроизводства
Задачи арбитражного процесса сформулированы в ст. 2 (Задачи судопроизводства в арбитражных судах) Арбитражного процессуального кодекса и ст.5 (Основные задачи арбитражных судов в Российской Федерации) ФКЗ «Об арбитражных судах в Российской Федерации».
В АПК перечислены следующие задачи:
- защита нарушенных или оспариваемых прав и законных интересов лиц, осуществляющих предпринимательскую и иную экономическую деятельность, а также прав и законных интересов Российской Федерации, субъектов Российской Федерации, муниципальных образований в сфере предпринимательской и иной экономической деятельности, органов государственной власти Российской Федерации, органов государственной власти субъектов Российской Федерации, органов местного самоуправления, иных органов, должностных лиц в указанной сфере;
- обеспечение доступности правосудия в сфере предпринимательской и иной экономической деятельности;
- справедливое публичное судебное разбирательство в разумный срок независимым и беспристрастным судом;
- укрепление законности и предупреждение правонарушений в сфере предпринимательской и иной экономической деятельности;
- формирование уважительного отношения к закону и суду;
- содействие становлению и развитию партнерских деловых отношений, формированию обычаев и этики делового оборота.

В ФКЗ «Об арбитражных судах в Российской Федерации» содержатся ещё две задачи:
- защита нарушенных или оспариваемых прав и законных интересов предприятий, учреждений, организаций и граждан в сфере предпринимательской и иной экономической деятельности;
- содействие укреплению законности и предупреждению правонарушений в сфере предпринимательской и иной экономической деятельности.

## Виды арбитражного судопроизводства
Виды арбитражного судопроизводства — порядок возбуждения, рассмотрения и разрешения определенных групп дел в арбитражных судах.
В первом российском Арбитражном процессуальном кодексе 1992 года было предусмотрено только исковое производство. В последующем, с принятием АПК в 1995 года, вдобавок к нему было включено ещё особое производство. Современный АПК содержит более дифференцированный состав арбитражного процесса:
- исковое производство (разд. III и IV АПК РФ);
- производство по делам, возникающим из административных и иных публичных правоотношений (административное судопроизводство) (разд. III АПК РФ);
- особое производство (гл. 27 АПК РФ);
- производство по делам о несостоятельности (банкротстве) (гл. 28 АПК РФ);
- производство по корпоративным спорам (гл. 28.1 АПК РФ);
- упрощенное производство (гл. 29 АПК РФ);
- приказное производство (гл. 29.1 АПК РФ);
- иные производства (гл. 30 и 31 АПК РФ):

а) Производство по делам, связанным с выполнением арбитражными судами функций содействия в отношении третейского суда
б) Производство по делам о признании и приведении в исполнение решений иностранных судов и иностранных арбитражных решений

## Стадии арбитражного судопроизводства
Стадия арбитражного процесса — это совокупность процессуальных действий, осуществляемых в определенной законом последовательности и направленных на достижение процессуальной цели.
Стадии можно подразделить на две группы, которые в свою очередь делятся на несколько подгрупп.
1) производство в суде первой инстанции:
- возбуждение производства по делу (ст. 125—127 АПК РФ);
- подготовка дела к судебному разбирательству (ст. 133—137 АПК РФ);
- судебное разбирательство (ст. 152—176 АПК РФ).

2) стадии по пересмотру судебных актов:
- производство в арбитражном суде апелляционной инстанции;
- производство в арбитражном суде кассационной инстанции;
- производство по пересмотру судебных актов в порядке надзора;
- производство по пересмотру вступивших в законную силу судебных актов по новым или вновь открывшимся обстоятельствам;
- стадия исполнения судебных актов.

## Принципы арбитражного судопроизводства
Принципы арбитражного процесса — это закрепленные в арбитражном законодательстве руководящие начала и основополагающие идеи, касающиеся отправления правосудия в сфере предпринимательской и иной экономической деятельности.
Различают две основные группы принципов арбитражного процесса:
1) организационно-функциональные принципы — определяют устройство и функционирование арбитражных судов.
К ним относятся:
- принцип назначаемости судей;
- принцип сочетания единоличного и коллегиального состава арбитражного суда при рассмотрении дела;
- принцип независимости судей арбитражных судов;
- принцип равенства организаций и граждан перед законом и судом;
- принцип гласности;
- принцип государственного языка судопроизводства в арбитражном суде.

2) функциональные принципы — определяют процессуальную деятельность суда и участников процесса при рассмотрении и разрешении дел.
В их число входят:
- принцип диспозитивности;
- принцип состязательности;
- принцип процессуального равноправия сторон;
- принцип непосредственности;

### Нормативная литература
- Арбитражный процессуальный кодекс Российской Федерации
- Федеральный конституционный закон «Об арбитражных судах в Российский федерации»

### Учебная литература
- Большой юридический словарь. В. Н. Додонов, В. Д. Ермаков, М. А. Крылова, А. В. Палаткин, В. П. Панов. М: Издательство: Инфра-М, 2001. — 790 с.
- Лекции по арбитражному процессу